# Digital Fantazy
Digital Fantazy (с англ. — «Цифровая фантазия») — седьмой мини-альбом российского рэп-исполнителя GONE.Fludd. Выпуск альбома состоялся 8 октября 2021 года лейблом Sony Music Russia через цифровую дистрибуцию. В поддержку релиза был объявлен осенний тур по десяти городам, а также отдельное выступление в Москве в феврале 2022 года. Полноценный анонс Digital Fantazy состоялся 15 сентября на YouTube-шоу «MC Taxi» рэпера Басты, где также был представлен один из входящих в альбом треков под названием «TRAXXXMANIA».
Мини-альбом состоит из шести композиций, спродюсированных битмейкерами Cakeboy, Money Flip, SOUTHGARDEN, Aslamin, BMB Spacekid, Presco Lucci, CLONNEX и Mike Carti. В поддержку пластинки 3 сентября 2021 года, почти за месяц до выхода альбома, был выпущен сингл «Тени Хиросимы». В сравнении с другими альбомами Александра «GONE.Fludd» Смирнова, Digital Fantazy стал разноплановой работой и включает треки в стиле гиперпоп, джук, олдскул-рэп и трэп.
Альбом добился признания как профильных критиков, так и поклонников творчества рэпера. Положительными сторонами работы называли разнообразность звучания, богатый лексикон и высокий уровень исполнения. Отмечалось, что Digital Fantazy, как и предыдущий мини-альбом Lil Chill, ознаменовал возвращение GONE.Fludd’а к своему прежнему звучанию. Меньше чем за сутки Digital Fantazy набрал около миллиона прослушиваний в социальной сети «ВКонтакте», а также возглавил российский чарт Apple Music.

## Создание и релиз

### Предыстория
После выхода мини-альбома Lil Chill (рус. Маленький расслабон) GONE.Fludd собирался выпустить его расширенную версию с подзаголовком «Делюкс». Она должна была содержать новые композиции и быть приближена к полноформатному альбому по количеству песен, а релиз был запланирован на апрель 2021 года. В конечном итоге GONE.Fludd изменил свои планы и заявил, что альбом отменён, а вместо него выйдет вторая часть одной из его дебютных работ — High Lust II (с англ. — «Сильная похоть»), создание которой длительное время откладывалось. Такое решение рэпер объяснял тем, что во время написания и записи новых песен для «Делюкса» они стали напоминать звучание песен альбома High Lust.
В течение лета 2021 года GONE.Fludd работал над новым материалом, записывал куплеты для песен других артистов, среди которых композиции «Тринити» и «Лёд на шее», выпустил трек «Плохая Сука», который фанаты и журналисты окрестили первым синглом с нового High Lust. В июле 2021 года в подкасте «Музыкальный базар» рэпера Басты GONE.Fludd заявил, что готовит ещё один альбом, рабочее название которого — «Фладдалити». Во время прямой трансляции 30 июля 2021 года в Инстаграме артист подтвердил, что готовит ещё один новый альбом и его релиз состоится раньше выхода High Lust II. 3 сентября 2021 года GONE.Fludd выпустил сингл «Тени Хиросимы»: на его обложке GONE.Fludd предстал в новом образе, вдохновлённом тематикой «киберпанка». Позже состоялся анонс осеннего турне под названием «Digital Emotions Tour», на афишах которого рэпер был в том же образе, что и на обложке «Теней Хиросимы».
15 сентября 2021 на шоу «MC Taxi» рэпера Басты GONE.Fludd совместно со своим битмейкером Cakeboy исполнил одну из песен будущей пластинки, «TRAXXXMANIA», а также анонсировал выход альбома в октябре. 30 сентября он объявил в своих социальных сетях о готовности мини-альбома, его размещении на цифровых музыкальных площадках и раскрыл его окончательное название — Digital Fantazy (с англ. — «Цифровая фантазия»), после чего анонсировал точную дату выхода, 8 октября 2021 года. Одновременно с этим было выпущено тизер-видео, являющееся оммажем к сцене из фильма «Бегущий по лезвию 2049», а через несколько дней — сниппет-видео трека «Большая Мама», спродюсированого битмейкерами Presco Lucci и Cakeboy.

### Запись
Меня всегда привлекает всё необычное. Когда моя музыка становится простой, понятной и обычной мне это не нравится. Я всегда ищу какие-то чувства, которые будут щекотать меня изнутри, давая моим мозговым синапсам новую пищу для размышлений.
В интервью на радиостанции Studio 21 GONE.Fludd рассказал о том, как проходила работа над мини-альбомом. По словам рэпера, процесс «зарождения» альбома начинается с абстрактной идеи, которая возникает у него под влиянием музыки и биографий знаменитых людей. Так, на формирование Digital Fantazy повлияла уличная культура граффити, аниме сериалы, эстетика «Проблемы 2000 года», а также музыка в жанре сипанк, взятая из тематических пабликов в соцсети «ВКонтакте». Получив достаточно материала, он пытается его «конкретизировать с помощью образов, <…> картинок». Затем идёт работа над созданием самого трека: используется либо бит, приобретённый у битмейкеров, который затем может дорабатываться и дополняться новыми музыкальными элементами, либо оригинальная работа, записанная совместно с битмейкером под псевдонимом Cakeboy.
Александр особо вдохновлялся творчеством чикагского джук-объединения Teklife. Попытки написать трек в стиле джук артист начал ещё во время работы над третьим студийным альбомом Voodoo Child. По словам Александра, Cakeboy было непривычно писать музыку с такой ритмикой. По этой причине GONE.Fludd начал поиски другого битмейкера для написания инструментала. Этим битмейкером стал белорусский музыкант под псевдонимом Aslamin, о котором Александр узнал благодаря песне «О, музыка» Антохи МС.

### Выход
Релиз Digital Fantazy состоялся 8 октября 2021 года на лейбле Sony Music Russia. Через два дня начался тур в поддержку альбома. О турне с презентацией Digital Fantazy GONE.Fludd объявил одновременно с выходом сингла «Тени Хиросимы». Тур получил название «Digital Emotions Tour» и по планам на момент 3 сентября состоял из нескольких выступлений осенью 2021 года в десяти российских городах (Омск, Новосибирск, Уфа, Екатеринбург, Челябинск, Саратов, Воронеж, Ростов-на-Дону, Краснодар, Архангельск), а также сольного выступления в Москве в начале 2022 года. Позже список городов был дополнен Санкт-Петербургом, Казанью, Красноярском и Кемерово, а даты некоторых концертов были перенесены. В интервью Studio 21 GONE.Fludd отметил, что выступать в 2021 году было очень тяжело и выражал обеспокоенность, что концерты могут отменить из-за пандемии Covid-19.
Некоторые из песен из альбома после его выхода были экранизированы. 17 ноября состоялся выход музыкального видео на песню «TRAXXXMANIA»; в съёмках клипа принял участие рэпер Баста, снявшийся в роли скромного охранника. 17 декабря выходит второй музыкальный клип — на песню «Слеза Бандита», режиссёром которого стал Андрей Тревгода, ранее работавший с артистом над рекламным роликом Adidas с участием GONE.Fludd. В съёмках клипа приняли участие представители музыкального объединения Glam Go Gang!.

## Содержание

### Концепция и характеристика альбома
В интервью на радиостанции Studio 21 GONE.Fludd рассказал, что при написании альбома стремился сделать нечто кардинально отличное по звучанию от современной музыки: «концепция альбома была в том, чтобы достать из недр тёмного интернета самые щепетильные, самые остренькие и необычные идеи и воплотить их в треки, и сделать что-то максимально непохожее на то что происходит, на то что я слышу в последнее время». После выхода Digital Fantazy СМИ отмечали эклектичность новой пластинки рэпера: в альбом вошли композиции в стиле гиперпопа, джука, олдскульного-рэпа и трэпа. «Вдохновившись Y2K-эстетикой, аниме-сериалами, чикагским джук-объединением Teklife, стрит-культурой граффити и вооружившись воображением, я совершил квантовый скачок в собственное подсознание, вернувшись оттуда с уникальными артефактами», — рассказывает артист в комментарии Apple Music.
Digital Fantazy содержит шесть песен общей продолжительностью в 12 минут, таким образом попадая под определение мини-альбома. Гостевые куплеты других артистов на пластинке отсутствуют, как и скиты. В поддержку альбома был выпущен один сингл — трек «Тени Хиросимы». 17 ноября вышел музыкальный клип на песню «TRAXXXMANIA», а через месяц — клип на «Слезу Бандита». GONE.Fludd отмечал, что при написании Digital Fantazy ему не было столь важно, сколько треков будет содержать альбом, и что «маркировка» пластинки как EP лишь условна и сделана для того, чтобы слушатели имели представление о размере и объёме релиза. Как признавался артист, для него более важным, чем количество песен, является их звучание и качество.

### Композиции

#### «Атомы»
В первых десяти секундах открывающей альбом песни под звуки запуска операционной системы Windows NT 5.0 произносится название мини-альбома, Digital Fantazy. Спродюсирована музыкантом под псевдонимом Money Flip с пост-продакшеном Cakeboy. Энергичный трек, выполненный в стилистике гиперпопа — экспериментального жанра, использующего элементы поп-музыки, авангарда, электроники и хип-хопа. В треке GONE.Fludd с помощью метафор и образов Луны и атомов прославляет себя и своё рэп-объединение Glam Go Gang!.

#### «Слеза Бандита»
Плейлист продолжается более лиричным треком «Слеза Бандита», музыку к которому написал битмейкер SOUTHGARDEN. Композиция впервые прозвучала в рамках 40-секундного промо-сниппета, опубликованного в социальных сетях артиста 2 октября 2021 года. Является мягкой, рефлексивной песней, которую GONE.Fludd в комментарии к релизу на Apple Music назвал самой личной: «в ней я говорю о своей реальной жизни и мироощущении». В интервью для Studio 21 он добавил:
На самом деле, этот трек максимально искренен, и в нём я описываю свои эмоции, свои чувства, отношение к рэпу, веду рассуждения на разные темы, ну и конечно же есть нотка прикола там.
Так, в «Слезе Бандита» затрагиваются темы творческого становления артиста, успеха и денег, а также отношений с женщинами. Помимо этого, GONE.Fludd назвал «Слезу Бандита» своеобразным продолжением песни Михаила Круга «Исповедь».

#### «TRAXXXMANIA»
«TRAXXXMANIA» (рус. Траксмания) выполнена в стиле чикагского джука и была впервые исполнена на концерте рэпера 10 сентября 2021 года. Позже GONE.Fludd исполнил её на шоу Басты «MC Taxi» в рамках анонса Digital Fantazy вместе с песнями «Зелень» студийного альбома Voodoo Child и «Проснулся в темноте» с мини-альбома «Одиночная психическая атака». Созданием трека занимался Aslamin, а обработкой бита — Cakeboy. Написание песни проходило под влиянием творчества чикагского музыкального объединения Teklife. По мнению GONE.Fludd, «TRAXXXMANIA» является наиболее интересной по звучанию песней альбома. Во время интервью на «MC Taxi» он признавался, что ему давно интересен жанр джука и что трек «TRAXXXMANIA» не первая его попытка создать композицию в том же стиле: «я пытаюсь сделать <…> что-то похожее на джук уже не в первый раз. Первый раз была попытка — трек называется „Два кусочка пиццы“, и там <…> не совсем туда ушло. И я попытался во второй раз». В интервью радиостанции Studio 21 GONE.Fludd описывал звучание чикагского джука:
Это такая чикагская музыка, 160 BPM, или выше, сэмплы используются с Roland’а 88-го — это немножко похоже на техно, немного на хаус, раньше это называли гетто-тех. <…> И я думаю: об этом же никто не знает, почему только я прикалываюсь с этого? Дам поприкалываться ещё кому-то!
Также в эфире радиостанции состоялся анонс выхода музыкального клипа на песню. Выход клипа состоялся 17 ноября.

#### «Баланс»
Песня, написанная битмейкерами BMB Spacekid и Cakeboy. Выполнена в стиле «старой школы» хип-хопа нулевых. В этой песне GONE.Fludd поёт о своих успехах и достижениях в музыкальной карьере, использует образы из астрономии, а также заявляет, что ему недостаёт «баланса». В интервью для Studio 21 он поведал, что песня рассказывает о том, как «иногда мотает из стороны в сторону, как найти <…> золотую середину и следовать по ней». GONE.Fludd долгое время планировал записать песню с битмейкером BMB Spacekid:
Я очень давно хотел поработать с Beat-Maker-Beat’ом, который сейчас именует себя BMB Spacekid, потому что я слушал Def Joint того времени. Я вырос на этой музыке, поэтому для меня было очень важно сделать трек на его бит. И сделать именно такой трек — он написан на Akai, на драмке, и это очень для меня приятно, аутентично, и как-то тепло отзывается сердце.
На вопрос радио-ведущего, какой из своих треков GONE.Fludd считает наиболее лёгким и поверхностным по звучанию, но содержащим в себе скрытый посыл, рэпер ответил: «наверное „Баланс“».

#### «Большая Мама»
«Дерзкий» по звучанию бэнгер, написанный GONE.Fludd ещё до релиза Lil Chill, вышедшего в начале 2021 года. Является второй песней, в поддержку которой вышел рекламный сниппет Digital Fantazy. Инструментал был написан Presco Lucci и доработан Cakeboy. В бите присутствуют сэмпл голоса рэпера Kizaru и отрывок из популярного на YouTube интернет-мема «Ой, мама пришла».

#### «Тени Хиросимы»
Завершает плейлист единственный сингл с альбома, вышедший 3 сентября 2021 года, почти за месяц до релиза Digital Fantazy. Впервые в полном виде «Тени Хиросимы» прозвучала на концерте в Ставрополе в августе 2021 года, до этого отрывок песни публиковался Александром в Инстаграме. Один из немногих треков с альбома, к которым не приложил руку Cakeboy — музыка была полностью написана битмейкерами CLONNEX и Mike Carti. Сама песня является лирической: в ней автор сетует на сложности в любви, что из-за его внутренней пустоты и холода к чужим чувствам ему трудно принять любовь и ответить взаимностью. Ульяна Ивахненко из новостного издания SRSLY отметила схожесть посыла «Теней Хиросимы» с одним из наиболее известных треков рэпера — «Кубиком льда», где «GONE.Fludd сравнивает себя с холодным кубиком льда, который вроде бы с примесью любви, но слишком быстро тает и испаряется». В песне есть строчки, в которых упоминается атомная бомбардировка японского города Хиросима:
Хочу обнять тебя в закате ядерного взрыва
Где мы останемся на стене тенью Хиросимы
Помимо этого в этих строчках, как и в названии песни, GONE.Fludd отсылается к явлению «теней Хиросимы» — силуэтов на выгоревшем фоне в местах, где распространению светового излучения при ядерном взрыве мешало тело человека или животного либо любой другой объект.

## Восприятие
Digital Fantazy получила в целом положительные отзывы от профильных журналистов. Отмечалось удачное жанровое и стилистическое разнообразие треков, их звучание. Помимо критиков, работа добилась признания у поклонников артиста: в комментариях в соцсетях слушатели отмечали высокий уровень исполнения, а мерчандайзинг, выпущенный в поддержку альбома, по признаниям GONE.Fludd, распродавался быстрыми темпами. Меньше чем за сутки мини-альбом набрал около миллиона прослушиваний в социальной сети «ВКонтакте» и возглавил российский чарт Apple Music. Трек «TRAXXXMANIA» после выхода альбома стал хитом в социальной сети TikTok.
В издании Rap.ru новый мини-альбом GONE.Fludd назвали «попыткой возвращения на былые позиции»: несколько лет назад, в 2018 году, с выходом альбомов Boys Don’t Cry и «Суперчуитс» GONE.Fludd считался музыкальными критиками и журналистами «главным рэп-открытием года», однако, как отмечает издание, рэпер утратил свои позиции и уступил более популярным исполнителям: OG Buda, Платина и Mayot. Одной из причин падения популярности артиста издание назвало «моду» на артистов: «кумиры у молодёжи сейчас сменяются быстро, будто картинки в калейдоскопе, один за другим». Несмотря на это, в Rap.ru отметили яркость новых треков с Digital Fantazy, а также более богатый лексикон GONE.Fludd, чем у «новых кумиров молодежи». Подытоживая сказанное, автор называет мини-альбом удачным — «аудитории о себе напомнил, себя в разных стилистиках попробовал, а теперь можно будет посмотреть, какая из песен больше всего понравится людям и продолжать двигаться в этом направлении».
Обзор новостного издания «Союз» также был положительным. Наиболее удачной работой с Digital Fantazy автор рецензии назвал композицию «Атомы», выполненную в стиле гиперпоп. По мнению Руслана Тихонова, представляющего сайт «ТНТ Music», 2021 год вышел для GONE.Fludd удачным и благодаря новым мини-альбомам Lil Chill и Digital Fantazy артист «успешно восстанавливает прежнюю форму». Тихонов выделил трек «TRAXXXMANIA», получившимся на удивление «меломанским» для «отечественного рэпера нынешнего поколения». Сдержанную оценку получил сингл «Тени Хиросимы», чью мелодию Тихонов посчитал «рядовой», но отметил, что местами на её фоне приятно выделяются распевки. Digital Fantazy был включён в список «Топ-50 отечественных альбомов 2021» издания The Flow, в котором совместно с Lil Chill занял 12 место.
Схожее с коллегами мнение выразил Владимир Завьялов в обзоре музыкальных новинок октября 2021 для «Афиша Daily». По его мнению, в Digital Fantazy «GONE.Fludd возвращает ностальгию по временам своего же стремительного взлёта», обращая внимание, что после удачного мини-альбома полного поп-рефренами «Суперчуитс» и резкого роста популярности в 2018 году путь к успеху у рэпера в дальнейшем стал не таким однозначным. «Саша оказался смел на непопулярные решения: например, записать полный „жёсткой рэпчаги“ (прямая цитата) „Одиночная паническая атака“ [sic]». Новый же альбом Завьялов счёл напоминающим о таланте «Фладды-мелодиста», благодаря которому он когда-то и стал известен. При этом в плейлист «Выбор „Афиши“ #34» с наиболее интересными, по мнению редакции, треками недели 4—10 октября с альбома Digital Fantazy попал трек «TRAXXXMANIA».

## Список композиций
| №                   | Название            | Текст песни         | Музыка               | Длительность |
| ------------------- | ------------------- | ------------------- | -------------------- | ------------ |
| 1.                  | «Атомы»             | Александр Смирнов   | Money Flip Cakeboy   | 1:45         |
| 2.                  | «Слеза Бандита»     | Александр Смирнов   | SOUTHGARDEN          | 2:18         |
| 3.                  | «TRAXXXMANIA»       | Александр Смирнов   | Aslamin Cakeboy      | 1:56         |
| 4.                  | «Баланс»            | Александр Смирнов   | BMB Spacekid Cakeboy | 2:05         |
| 5.                  | «Большая Мама»      | Александр Смирнов   | Presco Lucci Cakeboy | 2:16         |
| 6.                  | «Тени Хиросимы»     | Александр Смирнов   | CLONNEX Mike Carti   | 2:14         |
| Общая длительность: | Общая длительность: | Общая длительность: | Общая длительность:  | 12:36        |

## Позиции в чартах
| Чарт (2021)          | Высшая позиция |
| -------------------- | -------------- |
| Россия (Apple Music) | 2              |